# Музей партизанской славы «Спадщанский лес»
Музей партизанской славы «Спадщанский лес» (укр. Музей партизанської слави «Спадщанський ліс») — музей собрания предметов и материалов с истории партизанского движения. Расположен в Конотопском районе Сумской области Украины и находится на расстоянии 11 км от г. Путивля в одноимённом Спадщанском лесу. Является одним из филиалов, образующих Путивльский государственный историко-культурный заповедник.

## История
Музей был открыт в 1956 году. В 1965 году Спадщанский лес был объявлен историко-культурным заповедником. 30 декабря 1986 года после постановления Совета Министров Украины музей стал составной частью Государственного историко-культурного заповедника.
22 сентября 2001 года на торжествах, состоявшихся по случаю 60-летия партизанского движения на Украине, заповедник, в том числе и музей, посетил президент Украины Л. Д. Кучма.
По случаю объединения партизанских отрядов 22 сентября 2011 года отмечался на государственном уровне праздник 70-летия партизанского движения на Украине. В связи с этим 27 июля 2011 года Кабинет Министров Украины постановил выделить 1651 тыс. гривен для капитального ремонта Музея партизанской славы и Музея оружия и военной техники Спадщанского леса и 400 тыс. — для реконструкции экспозиции Музея.

## Описание
Музей создан на месте партизанского соединения под командованием С. А. Ковпака, С. В. Руднева и Г. Я. Базымы, личные вещи которых в нём и сохраняются. Также среди экспонатов музея можно увидеть тачанку Ковпака, пишущую машинку, на которой были отпечатаны первые приказы партизанского генерала. В экспозиции музея присутствуют образцы оружия, боеприпасов, сотни фотографий, много документов и материалов, в которых описаны преступления фашистов на Сумщине. Возле музея стоит 76-мм пушка Ф-22, которая была на вооружении в партизанском отряде.